# Nuclei Armati Rivoluzionari
O Nuclei Armati Rivoluzionari (em português: Núcleo Armado Revolucionário) (NAR) foi um grupo terrorista de inspiração neofascista ativo na Itália desde 1977 a novembro de 1981. Sua origem é em Roma e Triestre. Em quatro anos, os membros do NAR foram responsáveis por 33 assassinatos, sem contar as 85 mortes causadas pelo atentado de Bolonha, do qual, foram reconhecidos como autores Valerio Fioravanti, Francesca Mambro e Luigi Ciavardini, todos pertencentes ao grupo, com a sentença definitiva.

## Líderes do grupo
Executivos da NAR foram: Valerio Fioravanti, seu irmão mais novo, Cristiano Fioravanti, Francesca Mambro (então esposa de Valerio Fioravanti), Dario Pedretti e Alessandro Alibrandi. Acredita-se que o mais velho dos irmãos Fioravanti, Valerio (também conhecido como "Giusva") representava a figura carismática do grupo terrorista; Dario Pedretti foi a expressão "política".
Para Massimo Carminati teria ficado o papel como o principal mediador entre o NAR e o submundo criminoso.
Giorgio Vale era uma figura significativamente ambígua,tanto pertencente ao NAR quanto ao mundo extra-terrorista.

## Ligações com aBanda Magliana
Através de Massimo Carminati, um de seus membros, o NAR teve vínculos com a Banda Magliana, a maior organização criminosa que operava nos anos 70 em Roma.
La Banda operava principalmente com dinheiro sujo do assalto (que era a fonte de financiamento do NAR). Em troca da NAR, La Banda tinha de trabalhar com recolhimento de dinheiro de dívidas ou transporte de drogas.

## Atentado de Bolonha em 1980
Giusva Fioravanti e Francesca Mambro foram condenados como responsáveis pelo bombardeamento de 1980 a principal estação ferroviária de Bolonha, que matou 85 pessoas.